# روسیاه
روسیاه فیلمی به کارگردانی اسماعیل پورسعید و نویسندگی اسماعیل پورسعید، احمد نجیب زاده محصول سال ۱۳۵۲ است.

## خلاصه داستان
مهدی بلنده (یدالله شیراندامی) با قول ازدواج از نیره (ملوسک) هتک حثیت می‌کند. نیره بارها به خانهٔ مهدی مراجعه می‌کند و برای مادر (مهری ودادیان) و خواهرش فاطی (نوش آفرین) پیغام می‌گذارد، و وقتی نتیجه‌ای نمی‌گیرد تهدید به شکایت می‌کند. مهدی و خانواده اش به یزد می‌روند، و هوشنگ بدنام (هوشنگ خوشگله) (مهران صدری) به کمک یکی از دوستان مهدی بلنده (احمد معینی) نیره را به خانهٔ عمومی (عشرتکده) می‌کشاند. از طرف دیگر اکبر یزدی (منوچهر وثوق) به فاطی علاقه‌مند می‌شود؛ اما مهدی مخالف وصلت آنها است. فاطی از خانه می‌گریزد و در مسیر هوشنگ بدنام قرار می‌گیرد، که او را به خانهٔ عمومی می‌برد و سرپرستی از او را به نیره می‌سپارد. ماشاالله (عزت‌الله رمضانی فر)، برادر اکبر یزدی، برادرش را از ماجرا با خبر می‌کند. نیره در مقابل شیون و التماس‌های فاطی تاب نمی‌آورد و باعث فرار او می‌شود، ومهدی پس از اطلاع از فداکاری نیره با او وصلت می‌کند.

## بازیگران
- منوچهر وثوق
- ملوسک
- یداله شیراندامی
- نوش‌آفرین
- عزت اله رمضانی فر
- احمد معینی
- علی اکبر مهدوی فر
- حسین شهاب
- کارمن
- اشرف کهن
- زهره
- پروانه
- نریمان شیری فرد
- پولاد
- مهران صدری
- رضا حاجیان
- ذبیح اله صفایی
- مهری ودادیان